# GB Genjin Land: Viva! Chikkun Ōkoku
GB Genjin Land: Viva! Chikkun Kingdom (GB原人ランド ビバ!チックン王国?) es un videojuego de acción desarrollado por  A.I Co., Ltd.  y publicado por Hudson Soft para Game Boy en 1994, solo en Japón.
El título es una colección de minijuegos.